# Het zout der aarde
De vergelijking van het zout der aarde komt voor in een uitspraak van Jezus in Matteüs 5:13. Deze uitspraak is onderdeel van de bergrede. Vergelijkbare uitspraken van Jezus over de waarde en vergankelijkheid van zout staan in Marcus 9:50 en Lucas 14: 34.

## Inhoud
Jullie zijn het zout van de aarde. Maar als het zout zijn smaak verliest, hoe kan het dan weer zout worden gemaakt? Het dient nergens meer voor, het wordt weggegooid en vertrapt.— Matteüs 5:13

## Interpretatie
Net als de verzen 11 en 12, die het slot van de zaligsprekingen zijn en direct voor deze vergelijking staan, is deze uitspraak specifiek gericht tot de leerlingen. Ze beschrijft hun taak in de wereld, als het zaad van het nieuwe Israël, geroepen tot een profetische taak.
In die tijd werd zout aanvankelijk gebruikt om voedsel eetbaar te maken en te beschermen tegen bederf. Het werd uit de Dode Zee gehaald en was slechts beperkt houdbaar. Oud geworden, was het niet geschikt. Dienovereenkomstig kan de waarschuwing in het tweede deel van het vers zo worden begrepen dat als de leerlingen hun leven niet leven in overeenstemming met het komende Koninkrijk van God, zoals het zout dat moet worden weggegooid nadat het oud is geworden, het zal zijn als het lot van de leerlingen, dat wil zeggen volgens de normen die in de voorgaande verzen zijn uiteengezet.
Marcus 9:49 suggereert dat zout ook een rituele functie had, mogelijk gebaseerd op het gebruik in 2 Koningen 2:21. Het is dus mogelijk dat dit een verwijzing is naar een bredere metafoor met de tempeldienst als beeld (zoals in Hebreeën 6:1-6).